# Hambledon
Hambledon é um vilarejo localizado no condado de Hampshire, na Inglaterra (Reino Unido), com uma população estimada em meados de 2017 de 731 habitantes.
Localiza-se ao sudoeste da região Sudeste da Inglaterra, perto da cidade de Winchester — a capital do condado —, da costa do Canal da Mancha, da fronteira com a região Sudoeste da Inglaterra e ao sudoeste de Londres.